# National Air Races

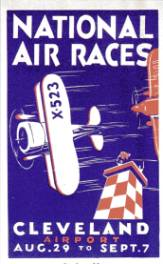
Selo que divulgava a corrida.

A National Air Races (em português: Corrida Aérea Nacional) foi uma série de disputas entre aeronaves durante a década de 20 nos Estados Unidos. A ciência da aviação, a velocidade e a confiabilidade das aeronaves e dos motores cresceu rapidamente durante este período.